# RTL Group
RTL Group S.A. ("Radio Television Luxembourg") este un conglomerat media internațional cu sediul în Luxemburg, cu un alt sediu în Cologne, Renania de Nord-Westfalia, Germania. Compania operează 56 de canale de televiziune comerciale și publice în Germania, Franța și alte țări în Europa. De asemenea mai oferă platforme de streaming naționale, producții de conținut și o rază de servicii digitale. Segmentele importante ale RTL Group sunt RTL Deutschland, RTL Nederland, Groupe M6 și Fremantle.
Compania în forma ei prezentă a fost fondată de Bertelsmann, Groupe Bruxelles Lambert (GBL) și Pearson PLC în anul 2000. Cu trecerea anilor, Bertelsmann, un conglomerat media cu sediul în Gütersloh, Germania, a continuat să își mărească pachetul de acțiuni în RTL Group și deține în prezent 76% din acțiuni în companie după ce a deținut peste 90% în trecut. RTL Group este una dintre cele opt unități principale ale Bertelsmann, și este responsabilă pentru mai mult de o treime din veniturile sale și cu majoritatea din profiturile sale.
Este unul dintre membrii fondatori ai Uniunii Europene de Radio și Televiziune.